# 大輪金剛陀羅尼
《大輪金剛陀羅尼》，又稱《大輪金剛真言》、《大輪金剛咒》，為佛教之知名咒語，是大輪金剛向釋迦文佛請教而獲佛開示，故曰《大輪金剛陀羅尼》。

## 概說
此咒是世尊釋迦文佛於入滅前，解析大輪金剛（彌勒菩薩的忿怒化身）詢問，於佛滅後如何修持真言法門。
世尊開示，若能在修習密咒之前，在佛像前面，先誦此咒二十一遍，如同見佛為該眾生灌頂，能成就一切咒法、壇法、印法。包括誦經、坐禪等種種善法，皆更易有成就。
有「身咒」與「心咒」兩種，但大同小異。

## 功用
除了上述能避免未經灌頂持咒所獲之盜法罪外，若遭遇各種困難，或是犯下種種惡業，乃至最重的五逆重罪（殺父、殺母、殺阿羅漢、破和合僧、出佛身血）。若能於佛前自白、懺悔，誦持此咒，並依法軌，一切困難及罪障皆能消滅。

## 出處
本咒語出自《佛說大輪金剛總持陀羅尼經》，漢文譯本由中國唐朝之金剛智法師所譯出。
現今漢傳的大輪金剛陀罗尼多用《安樂妙寶》；《瑜伽集要焰口施食儀》中所載的版本。這兩個版本大同小異。
其它藏經出處：
- 《大輪金剛陀羅尼》 (房山石經 第28冊, p182)
- 《陀羅尼集經》 唐 阿地瞿多 譯 卷二 (佛部卷下) (大正藏 T18 No. 901 p0803 b11)
- 《阿閦如來念誦供養法》 唐 不空 譯 (大正藏 T19 No. 921 p0017 a06)
- 《佛說大輪金剛總持陀羅尼經》 佚 譯 (大正藏 T21 No. 1230 p0162 a12)
- 《咒三首經》 唐 地婆訶羅 譯 (大正藏 T21 No. 1338 p0640 a16)
- 《大日如來劍印》 佚 譯 (大正藏 T18 No. 864A p0197 b25)

### 咒文
出自阿閦如來念誦供養法一卷:
娜麼悉底𡃤(三合)野　陀尾(二合)迦(引)南(引)薩嚩怛他(引)誐跢(引)南(引)　暗(引)　尾囉爾　尾囉爾　摩賀(引)嚩日囉(二合)　娑跢娑跢　些(引)囉帝　些(引)囉帝　怛邏(二合)異　怛邏(二合)異　尾馱麼儞　三畔若儞　怛囉(二合)麼底　悉馱(引)仡㘑(二合)怛㘕(二合)沙嚩(二合引)訶(引)
現代漢語發音:拿嘛 司得哩牙 提維嘎難。沙乏 打他 嘎打難。暗。維啦及 維啦及。麻哈 佳割喇 乏及哩。灑打灑打。灑喇得 灑喇得。得喇夷 得喇夷。維達麻尼。三班嘉泥。得喇嘛底。細達 阿嘎里。得攬。司乏哈
拼音:namas-triya-dhvikānāṃ。sarva-tathāgatānāṃ。āṃ。viraji--viraji。mahā-cakra-vajri。sata--sata。sārate--sārate。trayi—trayi。vidhamani。saṃ-bhañjani。tra-mati。siddha--agre。traṃ 。svāhā

## 外部連結
- 《佛說大輪金剛總持陀羅尼經》 （页面存档备份，存于） 中華電子佛典協會（CBETA） 電子版No. 1230
- 《安樂妙寶》．卷第一 （页面存档备份，存于）中華電子佛典協會（CBETA） 電子版
- 《瑜伽集要焰口施食儀》 （页面存档备份，存于）中華電子佛典協會 CBETA 電子版